# Торияма, Мотому
Мотому Торияма (яп. 鳥山 求) — японский геймдизайнер, директор Первого производственного отдела компании Square Enix, которым управляет совместно с продюсером Ёсинори Китасэ. Работу в компании начал с 1996 года и первое время занимал второстепенные должности, пока в 2002 году не был назначен главным дизайнером игры Final Fantasy X-2. После этого занимался написанием сценариев для нескольких проектов, отрежиссировал несколько игр, в частности, Final Fantasy XII: Revenant Wings и Final Fantasy XIII.

## Участие в проектах
- Bahamut Lagoon (1996) — сценарист, организатор сюжетных сцен
- Final Fantasy VII (1997) — организатор сцен
- Racing Lagoon (1999) — сценарист
- Final Fantasy X (2001) — руководитель-сценарист
- Final Fantasy X-2 (2003) — руководитель
- Техническое демо Final Fantasy VII на PlayStation 3 (2005) — супервайзер
- Final Fantasy XII: Revenant Wings (2007) — руководитель и автор сценария
- The World Ends with You (2007) — особая благодарность
- Dissidia: Final Fantasy (2008) — супервайзер по сценарию
- Final Fantasy Crystal Chronicles: My Life as a King (2008) — автор сценария
- Blood of Bahamut (2009) — руководитель и автор сценария[1]
- Final Fantasy XIII (2009) — руководитель и автор сценария
- Front Mission Evolved (2010) — автор сценария
- The 3rd Birthday (2010) — автор сценария
- MindJack (2011) — сценарист
- Imaginary Range (2011) — супервайзер
- Dissidia 012 Final Fantasy (2011) — особая благодарность
- Final Fantasy XIII-2 (2011/2012) — руководитель и автор сценария
- Lightning Returns: Final Fantasy XIII (2013) — руководитель и автор сценария